# Presidenti della Provincia di Torino
Elenco dei presidenti dell'amministrazione provinciale di Torino.

## Regno d'Italia (1861-1946)

### Presidenti del Consiglio provinciale (1860-1926)
- Vincenzo Minghetti (1862-1863)
- Federigo Sclopis (1865-1878)
- Cesare Bertea (1878-1880)
- Luigi Ferraris (1881-1882)
- Paolo Boselli (1882-1926)

### Presidenti della Deputazione provinciale (1889-1927)
| Nº | Nº | Ritratto | Nome                   | Mandato          | Mandato        | Partito |
| Nº | Nº | Ritratto | Nome                   | Inizio           | Fine           | Partito |
| -- | -- | -------- | ---------------------- | ---------------- | -------------- | ------- |
|    |    |          | Filiberto Frescot      | 1889             | 1895           | ?       |
|    |    |          | Filiberto Mazzucchelli | 1895             | 1896           | ?       |
|    |    |          | Sergio Davico          | 1896             | 1897           | ?       |
|    |    |          | Enrico Daneo           | 1897             | 1898           | ?       |
|    |    |          | Luigi Giordano         | 1898             | 1913           | ?       |
|    |    |          | Enrico Borgesa         | 1913             | ?              | ?       |
|    |    |          | Giorgio Anselmi        | 22 novembre 1920 | 2 gennaio 1927 | ?       |

### Presidi del Rettorato (1927-1945)
| Nº | Nº             | Ritratto     | Nome                                                       | Mandato        | Mandato        | Partito                    |
| Nº | Nº             | Ritratto     | Nome                                                       | Inizio         | Fine           | Partito                    |
| -- | -------------- | ------------ | ---------------------------------------------------------- | -------------- | -------------- | -------------------------- |
| 1  |                |              | Giorgio Anselmi                                            | 2 gennaio 1927 | 23 aprile 1929 | Partito Nazionale Fascista |
| 1  | 23 aprile 1929 | 8 marzo 1934 | Giorgio Anselmi                                            |                |                | Partito Nazionale Fascista |
| 2  |                |              | Orazio Quaglia                                             | settembre 1934 | 22 luglio 1938 | Partito Nazionale Fascista |
| 3  |                |              | Vittorio Vezzani                                           | 22 luglio 1938 | 16 agosto 1943 | Partito Nazionale Fascista |
| –  |                |              | Gaspare Marconcini (Commissario prefettizio)               | 16 agosto 1943 | 11 marzo 1944  | —                          |
| –  |                |              | Giuseppe Avogadro di Casalvolone (Commissario prefettizio) | 11 marzo 1944  | 16 aprile 1945 | —                          |

## Italia repubblicana (dal 1946)

### Presidenti della Deputazione provinciale (1945-1951)
| Nº | Nº | Ritratto | Nome                                            | Mandato          | Mandato          | Partito              |
| Nº | Nº | Ritratto | Nome                                            | Inizio           | Fine             | Partito              |
| -- | -- | -------- | ----------------------------------------------- | ---------------- | ---------------- | -------------------- |
| 1  |    |          | Giovanni Bovetti                                | 27 aprile 1945   | 13 febbraio 1948 | Democrazia Cristiana |
| –  |    |          | Guido Secreto (Vicepresidente facente funzioni) | 13 febbraio 1948 | 15 giugno 1948   | Democrazia Cristiana |
| 2  |    |          | Pietro Gambolò                                  | 15 giugno 1948   | 10 giugno 1951   | Democrazia Cristiana |

### Presidenti della provincia (1951-2014)

#### Eletti dal Consiglio provinciale (1951-1995)
| Nº | Nº   | Ritratto | Nome                 | Mandato        | Mandato        | Partito                     | Elezione |
| Nº | Nº   | Ritratto | Nome                 | Periodo        |                | Partito                     | Elezione |
| -- | ---- | -------- | -------------------- | -------------- | -------------- | --------------------------- | -------- |
| 1  |      |          | Giuseppe Grosso      | 8 ottobre 1951 | 1956           | Democrazia Cristiana        | 1951     |
| 1  | 1956 | 1960     | Giuseppe Grosso      | 1956           |                | Democrazia Cristiana        |          |
| 1  | 1960 | 1965     | Giuseppe Grosso      | 1960           |                | Democrazia Cristiana        |          |
| 2  |      |          | Gianni Oberto Tarena | febbraio 1965  | 1970           | Democrazia Cristiana        | 1964     |
| 3  |      |          | Elio Borgogno        | 1970           | 1975           | Democrazia Cristiana        | 1970     |
| 4  |      |          | Giorgio Salvetti     | 1975           | 1980           | Partito Socialista Italiano | 1975     |
| 5  |      |          | Eugenio Maccari      | 1980           | 1985           | Partito Socialista Italiano | 1980     |
| 6  |      |          | Nicoletta Vacca Orrù | 9 luglio 1985  | 25 luglio 1990 | Partito Liberale Italiano   | 1985     |
| 7  |      |          | Luigi Sergio Ricca   | 25 luglio 1990 | 8 maggio 1995  | Partito Socialista Italiano | 1990     |

#### Eletti direttamente dai cittadini (1995-2014)
| Nº | Nº             | Ritratto       | Nome                                             | Mandato        | Mandato        | Partito                                                    | Elezione            |
| Nº | Nº             | Ritratto       | Nome                                             | Inizio         | Fine           | Partito                                                    | Elezione            |
| -- | -------------- | -------------- | ------------------------------------------------ | -------------- | -------------- | ---------------------------------------------------------- | ------------------- |
| 8  |                |                | Mercedes Bresso                                  | 8 maggio 1995  | 28 giugno 1999 | Partito Democratico della Sinistra Democratici di Sinistra | 1995                |
| 8  | 28 giugno 1999 | 19 giugno 2004 | Mercedes Bresso                                  | 1999           |                | Partito Democratico della Sinistra Democratici di Sinistra |                     |
| 9  |                |                | Antonino Saitta                                  | 19 giugno 2004 | 23 giugno 2009 | La Margherita Partito Democratico                          | 2004                |
| 9  | 23 giugno 2009 | 19 giugno 2014 | Antonino Saitta                                  | 2009           |                | La Margherita Partito Democratico                          |                     |
| –  |                |                | Alberto Avetta (Vicepresidente facente funzioni) | 2009           | 19 giugno 2014 | 13 ottobre 2014                                            | Partito Democratico |